# اوشا (رود)
اوشا (به لاتین: Osha) یک رود در روسیه است که در استان اومسک واقع شده‌است.